# Beartank
Beartank es un personaje que aparece en el juego de lucha Rakugakids, publicado por Konami en 1998. Es un dibujo creado por una niña llamada Clione, que cobró vida gracias a los crayones mágicos. Beartnak también tiene apariciones destacadas como un personaje oculto en Konami Krazy Racers y en Castlevania: Circle of the Moon.

## Información general
Beartank es un oso de felpa que tiene el aspecto de una caricatura, su color es verde con el hocico y el vientre de color amarillo. Se caracteriza por estar siempre mirando de frente a la cámara, sin importar que movimiento haga. Se pasa la mayor parte del tiempo durmiendo y solo se despierta cuando tiene que atacar. Beartank además tiene cañones pegados a su cuerpo que disparan misiles y tiene la capacidad de transformar su cuerpo en casi cualquier cosa, su transformación más común es la de un tanque de guerra que usa para avanzar. 

## Clione
Clione es la dueña de Beartank, usando los crayones mágicos lo dibujo y le dio vida. Es una niña testaruda, llorona y amante de los osos. Su peleador es un súper oso de movimientos rápidos que está equipado con un tanque para aumentar sus poderes. Su escenario de batalla es "Mama's Factory", un elegante salón con paredes de espejos.

## Habilidades

### Movimientos especiales
- Bear Bomb: Dispara un misil con la cara de Beartank.

- Bear Attack: Atropella al enemigo con su cabeza, luego dispara su cabeza con un resorte y por último se abre la tapa de los sesos y salta un osito con una bandera para terminar el combo.

- Bear Spin: Transforma su cuerpo en un remolino para golpear al enemigo.

- Bear Illusion: Produce un clon falso de sí mismo que imita sus movimientos y engaña al oponente.

- Bear Flip: Agarra al enemigo y lo hace girar con sus pies mientras se acuesta en el suelo para luego lanzarlo contra el borde del escenario.

- Bear Hip Attack: Pega una vuelta en el aire y golpea al enemigo con sus caderas.

### Movimientos mágicos
- Reo Marine: Beartank lanza un trozo de carne al aire y un enorme submarino con la cabeza de Beartnak aparece para comérsela, luego atropella al enemigo y le da cinco golpes de inmediato.

- L.A. Jet: Beartank lanza una marca circular debajo del enemigo y de inmediato baja un avión gigante con cabeza de elefante que vuela y se lleva al oponente.

- Rabi Taxi: Llama a un conejo-taxi que empuja al enemigo lejos de Beartank.

## Apariciones en videojuegos
- Rakugakids (1998 - N64): Juego de lucha en donde se enfrentan varias caricaturas dibujadas por niños que los hacen pelear. Beartank aparece como uno de los peleadores seleccionables junto con Clione.

- Pop'n Music GB (2000 - GBC): Beartank aparece como el personaje del tema "Rakugakids Holiday".

- Castlevania: Circle of the Moon (2001 - GBA): Un truco del juego permite transformar al personaje Nathan en Beartank, usando un ítem llamado Bear Ring. Tiene su ataque especial de disparar misiles.

- Konami Krazy Racers (2001 - GBA): Juego de carreras de karts en donde puede desbloquearse a Beartank como un personaje oculto. Aparece con su cuerpo convertido en tanque y es el personaje con la mejor velocidad del juego.

- Pop'n Music 10 (2003 - Arcade): Beartank aparece como el personaje rival del tema "Rakugakids Holiday".